# Zivilkommissar
Ein Zivilkommissar (alt: Zivilkommissarius) war ein höherer Staatsbeamter, der während eines Krieges nach der Besetzung eines feindlichen Landes die Zivilverwaltung des besetzten Landesteils im Auftrag der Okkupationsmacht unter dem Schutz der Okkupationstruppen übernimmt. Die militärische Verwaltung unterstand dem Militärgouverneur. 